# Phare de Punta dei Porci
Le phare de Punta dei Porci (en italien : Faro di Punta dei Porci) est un phare situé au sud de l'île Vulcano (îles Éoliennes) qui se trouve sur le territoire de la commune de Lipari dans la mer Tyrrhénienne, dans la province de Messine (Sicile), en Italie.

## Histoire
Le phare a été construit en 1887, à l'extrémité sud de l'île Vulcano. Le phare a apparemment été raccourci de 10 m après la Seconde Guerre mondiale à cause des dégâts occasionnés durant celle-ci. Le phare est entièrement automatisé et alimenté sur le réseau électrique. Il est géré par la Marina Militare.

## Description
Le phare  se compose d'une tour octogonale en maçonnerie de 31 m de haut, avec balcon et lanterne, au-dessus d'une maison de gardiens de deux étages. La tour est blanche et le dôme de la lanterne est gris métallisé. Il émet, à une hauteur focale de 35 m, quatre éclats blancs toutes les 20 secondes. Sa portée est de 16 milles nautiques (environ 30 km) pour le feu blanc et 12 milles nautiques pour le feu de réserve.
Identifiant : ARLHS : ITA-213 ; EF-3280 - Amirauté : E1786 - NGA : 9824 .

## Caractéristiques dufeu maritime
Fréquence : 20 secondes (W)
- Lumière : 1 seconde
- Obscurité : 2 secondes
- Lumière : 1 seconde
- Obscurité : 10 secondes

|                 |
| Îles Éoliennes. |

### Lien connexe
- Liste des phares de la Sicile